# Raids aériens japonais des îles Mariannes
Campagne du Japon de la Seconde Guerre mondiale
Batailles
Batailles et opérations de la guerre du Pacifique

Japon :
- Raid de Doolittle
- Bombardements stratégiques sur le Japon (Tokyo
- Yokosuka
- Kure
- Hiroshima et Nagasaki)
- Raids aériens japonais des îles Mariannes
- Campagne des archipels Ogasawara et Ryūkyū
- Opération Famine
- Bombardements navals alliés sur le Japon
- Baie de Sagami
- Invasion de Sakhaline
- Invasion des îles Kouriles
- Opération Downfall
- Reddition du Japon

Pacifique central :
- Pearl Harbor
- Guam (1941)
- Wake
- Raid sur les îles Gilbert et Marshall
- Opération K
- Midway
- Opération RY
- Campagne des îles Gilbert et Marshall
- Campagne des îles Mariannes et Palaos
- Campagne des archipels Ogasawara et Ryūkyū
- Opération Inmate

Pacifique du sud-ouest :
- Nauru
- Invasion des Philippines (1941-42)
- Invasion des Indes orientales néerlandaises
- Opérations de l'Axe dans les eaux australiennes
- Raids aériens japonais sur l'Australie (1942-43)
- Opération Ke
- Campagne des îles Salomon
- Campagne de Nouvelle-Guinée
- Campagne des Philippines
- Campagne de Bornéo (1945)

Asie du sud-est :
- Invasion de l'Indochine (1940)
- Océan Indien (1940-45)
- Guerre franco-thaïlandaise
- Invasion de la Thaïlande
- Campagne de Malaisie
- Hong Kong
- Singapour
- Campagne de Birmanie
- Opération Kita
- Indochine (1945)
- Détroit de Malacca
- Opération Jurist
- Opération Tiderace
- Opération Zipper
- Bombardements stratégiques (1944-45)

Guerre sino-japonaise
Front d'Europe de l’Ouest
Front d'Europe de l’Est
Bataille de l'Atlantique
Campagnes d'Afrique, du Moyen-Orient et de Méditerranée
Théâtre américain
Pendant la Seconde Guerre mondiale, une série d'attaques aériennes japonaises contre les îles Mariannes eut lieu entre novembre 1944 et janvier 1945. 
Ces raids visaient des bases de l'armée de l'air des États-Unis (USAAF) et cherchaient à perturber le bombardement du Japon par les bombardiers lourds B-29 Superfortress opérant depuis ces îles. Les Japonais perdirent 37 appareils au cours de cette opération, mais détruisirent 11 B-29 et en endommagèrent 43 autres. Des préparatifs furent planifiés pour des raids de commandos sur les bases au début et au milieu de 1945, mais ceux-ci ne furent pas mis en œuvre.
Si les attaques contre les îles Mariannes ne perturbèrent pas sérieusement la campagne aérienne de l'USAAF, elles eurent un effet sur d'autres opérations américaines. Après avoir déterminé que les raiders japonais passaient par Iwo Jima, les forces américaines intensifièrent leurs attaques sur cette île. La décision d'envahir Iwo Jima avait été prise avant le début des raids, l'arrêt des attaques faisant alors partie de la justification du débarquement. En outre, d'autres unités de défense aérienne furent déployées dans les îles Mariannes pour protéger les bases de B-29.